# Sachsen (stammehertugdømme)
 For alternative betydninger, se Sachsen (flertydig). (Se også artikler, som begynder med Sachsen)
Stammehertugdømmet Sachsen eller Saksen (også kaldt Altsachsen eller Gammelsaksen) lå i Nordtyskland frem til 1180.

## Hertugdømmets område
Fra starten bestod hertugdømmet af tre store provinser syd for Elben (Westfalen, Engern og Ostfalen). Den mindste provins var Nordalbingien ved Elben. Efterhånden bredte hertugdømmet sig ind i de slaviske områder mod øst.

## Hertugdømmets historie
Hertugdømmet blev grundlagt af det vestgermanske folk sakserne.
Det ældste og oprindelige Sachsen omfattede landstrøgene omkring Elbens munding og de uden for liggende øer (insulæ Saxonum), men herfra bredte sachserne sig mod syd sammen med andre stammer. De bemægtigede sig i 5. og 6. århundrede Britannien (angelsachserne), og 530 omstyrtede de i forbund med frankerne det thüringske rige. Det varede dog ikke længe inden, at de kom i afhængighedsforhold til frankerne. Under de sidste svage merovinger genvandt Sachsen sin uafhængighed, men Karl Martel og Pippin lagde det atter under frankernes herredømme og begyndte at udbrede kristendommen blandt de hedenske folk, der atter og atter rejste sig til kamp for sin frihed og gamle tro, sidste gang i den langvarige og blodige sachsiske frihedskrig (772—804) mod Karl den Store, hvem de på rigsdagen i Paderborn (785) fuldstændig måtte underkaste sig (senere spredte oprør var uden betydning). Sachsernes tapre hertug, Widukind, måtte lade sig døbe, og dåben blev under dødsstraf påbudt over alt i Sachsen, bispedømmer stiftedes, kirker og klostre byggedes og frankisk grevskabsstyrelse indførtes, idet dog den gamle sachsiske lov (Lex Saxonum) vedblev at gælde. Sakserkrigene endte således med, at Sachsen blev indlemmet i Frankerriget. Hedenskabet forsvandt hurtig fra de sachsiske landskaber (Ostfalen og Westfalen, øst og vest for Weser, Engern, langs begge bredder af samme flod, og Nordalbingien nord for Elben), og sachserne blev snart kristendommens forkæmpere mod de hedenske slavere hinsides Elben.
Ved Forliget i Verdun i 843 fik Ludvig den Tyske Sachsen sammen med det øvrige østfrankiske rige, men da hans efterfølgere ikke formåede at værge landet mod slavernes og normannernes angreb, og sachserne savnede en fører i kampen mod deres plageånder, stillede de sig igen under en egen hertug i 880. Valget faldt på en rig og tapper sachsisk adelsmand Otto, der således blev den første hertug i det gamle sachsiske folkehertugdømme, som bestod indtil 1180. Ottos søn, Henrik Fuglefænger, der i 912 arvede Sachsen, besteg i 919 den tyske trone, og Sachsen blev nu under det sachsiske kejserhus rigets hovedland, ikke blot politisk set, men også på grund af sin rask opblomstrende kultur både i materiel og åndelig henseende. Henriks søn, Otto den Store, forlenede (ca. 950) sin trofaste og tapre vasal, den sachsiske greve Hermann Billung (død 973), med Sachsen, der nu tilhørte Det Billungske Hus indtil 1106. Under Hermann Billungs efterfølgere, Bernhard 1. (død 988) og Bernhard 2. (død 1011), fandt den tyske krone en sikker støtte i Sachsen, men under hertug Bernhard 3. (død 1059) forandredes dette forhold efter, at det frankiske kejserhus havde besteget tronen i 1024, og hertug Magnus, der 1070 afløste hertug Ordulf, greb endog til våben mod Henrik 4., der holdt hof på de kongelige borge i Sachsen og på mange måder plagede landet ved sit voldsomme og lovløse regimente. Oprøret blev vel undertrykket, men Sachsen vedblev at være fjendtlig stemt mod kejseren. Med hertug Magnus uddøde billungerne, og Henrik 5., tysk-romersk kejser gav i 1106 Sachsen til den mægtige og rige grev Lothar af Suplinburg, der i 1125 blev valgt til tysk konge. Da han af frygt for Hohenstaufernes voksende magt søgte en støtte i hertug Henrik den Stolte af Bayern, gav han denne sin datter til ægte og forlenede ham kort før sin død i 1137 med Sachsen. Den ny konge, Konrad 3., fratog ham imidlertid lenet, som han i 1138 overdrog til markgrev Albrecht (der Bär) af Brandenburg. Denne kunne imidlertid ikke staa sig mod Henrik den Stoltes søn, Henrik Løve, og måtte i 1142 opgive Sachsen, til hvilket Brandenburg for fremtiden ikke skulle stå i afhængighedsforhold.
Henrik Løve udvidede Sachsen ved erobringer fra slaverne i Holsten og Mecklenburg, hvor han grundlagde stæder, der befolkedes af tyske kolonister, og da han også havde fået Bayern tilbage, følte han sig stærk nok til at trodse Frederik Barbarossa, hvem han nægtede at yde hærfølge i Italien. Til straf herfor blev han erklæret i Rigets Acht (1180) og mistede begge sine hertugdømmer, af hvilke Sachsen blev givet til Bernhard af Askanien (en søn af Albrecht der Bär), men med snævrere grænser og langt ringere magt end før, idet den hertugelige myndighed i Westfalen blev overdraget ærkebispen af Köln, og de sachsiske lensfyrster, biskopper og mange stæder blev erklærede for rigsumiddelbare. Dette markerede afslutningen på Sachsen som stammehertugdømme.

## Hertugerne

### De første hertuger
- Hadugato (ca. 531)
- Berthoald (ca. 627)
- Theoderic (ca. 743–744)
- Widukind (ca. 777–810)
- Abo eller Ekbert (ca. 785–811)
- Banzleib (ca. 830)

### Ottonske slægt
- Liudolf (ca. 850)
- Bruno (852 -880)
- Otto 1. (880-912)
- Henrik Fuglefænger (912-936) (tysk konge 919-936)
- Otto den Store (936-961) (tysk konge 936-973), (kejser 962-973)

### Slægten Billung
- Hermann Billung (død 973)
- Bernhard 1. (død 1011)
- Bernhard 2. (død 1059)
- Ordulf (død 1072)
- Magnus (død 1106)

### Supplinburgske slægt
- Lothar (1106-1127) (tysk konge 1125-1137), (kejser 1133-1137)

### SlægtenWelf
- Henrik 2. (1137-1139) (også hertug af Bayern)

### Askaniske slægt
- Albrekt Bjørnen (1139-1142) (også markgreve af Brandenburg)

### SlægtenWelf
- Henrik Løve (1142-1180 ) (også hertug af Bayern)

### Askaniske slægt
- Bernhard 3. (1180-1212 ) (kun en mindre del af Sachsen)